# Eupithecia mediofaciata
Eupithecia mediofaciata är en fjärilsart som beskrevs av Karl Dietze 1910. Eupithecia mediofaciata ingår i släktet Eupithecia och familjen mätare. Inga underarter finns listade i Catalogue of Life.